# Bujang

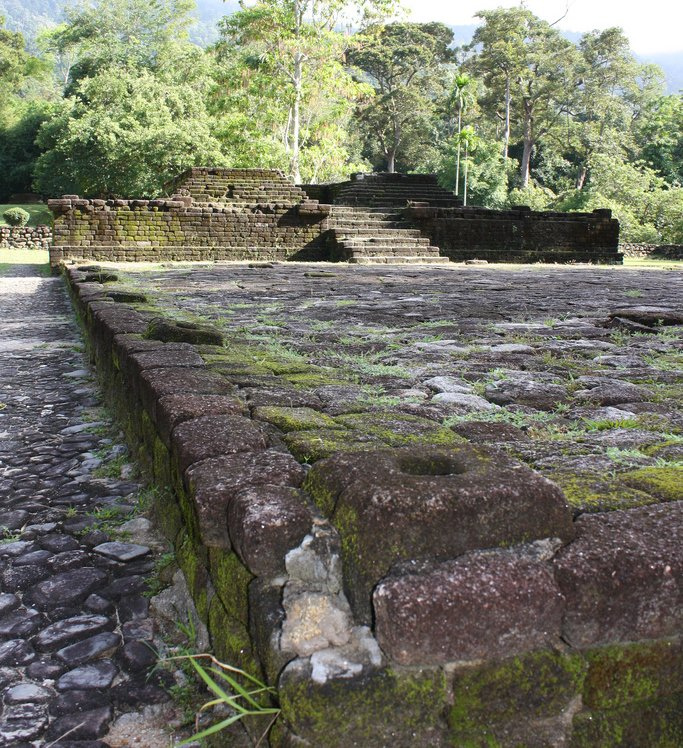
Hindutempel Candi Bukit Batu Pahat im Bujang-Tal

Das Bujang-Tal (Lembah Bujang) gilt als bedeutendste archäologische Ausgrabungsstätte Malaysias. Es liegt rund 10 Kilometer nordwestlich der Großstadt Sungai Petani im Bundesstaat Kedah, nahe der Kleinstadt Merbok und unweit der Grenze zu Thailand. Der 1.206 Meter hohe sagenumwobene Berg Gunung Jerai erhebt sich etwa 5 Kilometer nordnordöstlich des Tals.
Zu den archäologischen Funden Bujangs zählen alte „Kandi“-Grabtempel (anderswo Stupa genannt), etwa der Candi Bukit Batu Pahat und Statuen indischer Gottheiten sowie andere Fundstücke, die das Bestehen eines hinduistisch-buddhistischen Königreiches beweisen, das bis ins 4. Jahrhundert zurückreicht. Kürzlich wurde eine Eisengießerei ausgegraben, die sogar vor Christi Geburt entstand.
Die südindische Pallavadynastie strahlte im ersten Jahrtausend stark in den malaysisch-indonesischen Raum ab, auf dem malaysischen Festland auf Kedah und Langkasuka.
Im 7. Jahrhundert wurde das Gebiet Teil des buddhistischen Srivijayareichs von Sumatra. Es erreichte seine Blüte im 10. Jahrhundert. Hinduistische Einflüsse kamen zu dieser Zeit aus dem tamilischen Chola-Reich.
Im Archäologischen Museum des Tals sind Funde ausgestellt.